# El Arenal (Jalisco)
El Arenal es una localidad del estado mexicano de Jalisco. Es la cabecera del municipio de El Arenal.

## Demografía
| Censo | Población |
| ----- | --------- |
| 1900  | 1 421     |
| 1910  | 1 368     |
| 1921  | 1 503     |
| 1930  | 2 111     |
| 1940  | 2 045     |
| 1950  | 2 402     |
| 1960  | 3 258     |
| 1970  | 4 994     |
| 1980  | 6 103     |
| 1990  | 7 504     |
| 2000  | 9 796     |
| 2010  | 11 610    |
| 2020  | 12 438    |